# Quissac-en-Quercy
Quissac-en-Quercy (voorheen Quissac) is een gemeente in het Franse departement Lot (regio Occitanie) en telt 117 inwoners (2009). De plaats maakt deel uit van het arrondissement Figeac. De gemeentenaam werd gewijzigd bij decreet van 22 december 2023, met uitwerking op 1 januari 2024.

## Geografie
De oppervlakte van Quissac bedraagt 29,0 km², de bevolkingsdichtheid is dus 4 inwoners per km².
De onderstaande kaart toont de ligging van Quissac-en-Quercy met de belangrijkste infrastructuur en aangrenzende gemeenten.

## Demografie
Onderstaande figuur toont het verloop van het inwonertal (bron: INSEE-tellingen).